# Eriocnemis sapphiropygia
Eriocnemis sapphiropygia, "kopparnackad dunbena", är en fågel i familjen kolibrier.

## Utbredning och systematik
Fågeln delas in i två underarter:
- Eriocnemis sapphiropygia sapphiropygia – förekommer i östra Anderna i centrala och södra Peru (La Libertad söderut till Puno)
- Eriocnemis sapphiropygia catharina – förekommer i Andernas östsluttning i norra Peru (Utcubambadalen i Amazonas och östra La Libertad)

Den betraktas oftast som samma art som safirgumpad dunbena (Eriocnemis luciani), men urskiljs sedan 2014 av IUCN och Birdlife International som egen art.

## Status
Den kategoriseras av IUCN som livskraftig.